# Corcovado (Valdivia)
Corcovado corresponde a un caserío rural en la comuna de Valdivia, Provincia de Valdivia, Región de Los Ríos, Chile, ubicada en la ribera oeste del río Cruces.
En sus cercanías se encuentran los caseríos de Tambillo y Puerto Claro.

## Historia

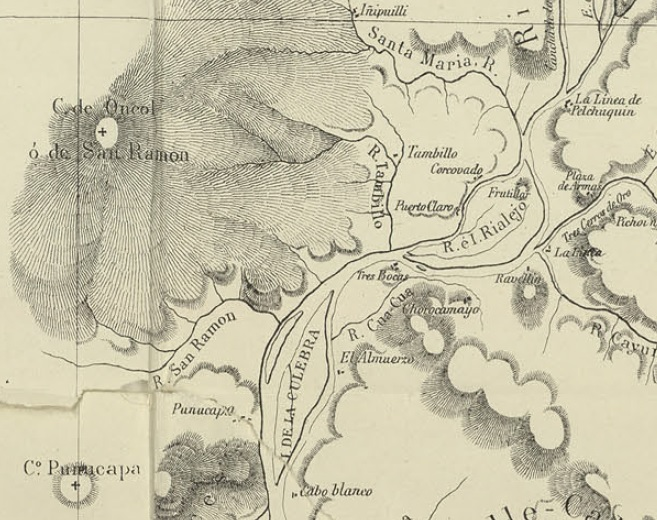
Corcovado en el Mapa de Expedición del Río Valdivia de Francisco Vidal Gormaz

La localidad fue incorporada en el mapa del Ingeniero Francisco Vidal Gormaz en el año 1868.

## Accesibilidad y transporte
Corcovado se encuentra en la ribera oeste del río Cruces. Se puede acceder a las localidades de Rebellín, en la ribera este distante a 14,9 km de la ciudad de Valdivia a través de la Ruta 202 y Pichoy en la ribera este, que se encuentra a 27,4 km de la ciudad de Valdivia a través de la Ruta 202